# Економіка Киргизстану
Киргизстан — індустріально-аграрна країна. Основні галузі промисловості: дрібне машинобудування, текстильна, харчова, цементна, взуттєва, холодильного обладнання, моторобудівна, гірнича. Основний вид транспорту — автомобільний. Є трубопровідний та залізничний, але через гірський рельєф розвиток їх обмежений. Протяжність автошляхів — бл. 40 тис. км. Судноплавство по оз. Іссик-Куль. Між Бішкеком (з аеропорту «Манас») і обласними центрами підтримується повітряне сполучення.

## Історія
Після проголошення незалежності у 1991 економіка Киргизстану стала на шлях ринкових перетворень. За радянської влади Киргизстан переважно слугувала джерелом сировини, яка відправлялася на переробку в інші регіони СРСР. До кінця 1991 республіка не могла самостійно експортувати і імпортувати товари і вступати у економічні відносини із зарубіжними країнами. Перехід до ринкової економіки виявився важким. Внаслідок дефіциту ресурсів, інфляції і поганій організації праці національний прибуток знизився в 1992 на 26 % в порівнянні з 1991, промислове виробництво впало на 27 %, а сільськогосподарське — на 14 %. У 1993–1994 рр. виробництво продовжувало падати.
У 1994 обсяг промислового виробництва знизився на 21 % в порівнянні з 1993, а падіння виробництва продовольства становило 17 %. Рівень інфляції — 466 % в 1993 і 87,2 % в 1994. В спостерігалося істотне зростання рівня виробництва (на 47 % до 1996), в основному за рахунок видобутку золота в районі Кумтор (масив Ак-Шийрак), а річний рівень інфляції склав менше 30 %. Істотні успіхи були досягнуті в галузі приватизації. До 1995 бл. 60 % підприємств (бл. 53 тис.) було приватизовано. До кінця 1990-х років понад 90 % промислової продукції вироблялося приватними підприємствами. Успіхи були досягнуті навіть в надзвичайно складній задачі приватизації колгоспів і радгоспів. Завдяки законам, прийнятим в 1994 і 1997, більша частина сільськогосподарських угідь і техніки перейшла в руки приватних власників, які в 1998 виробили понад 75 % всього обсягу сільськогосподарської продукції. Основу сільського господарства Киргизстану складає тваринництво (вівчарство, молочно-м'ясне скотарство, конярство).
У 1997 трудові ресурси становили 1,7 млн чол., причому в сільському господарстві було зайнято бл. 41 %, в сфері обслуговування — 40 %, в промисловості — 19 %. Безробіття залишається однією з найгостріших проблем Киргизстану, становлячи 4,8 % за офіційним даними і від 25 до 30 % — за неофіційними експертними оцінками.
За даними [Index of Economic Freedom, The Heritage Foundation, U.S.A. 2001]: ВВП — $ 4 млрд. Темп зростання ВВП — 3,6 %. ВВП на душу населення — $ 863. Прямі закордонні інвестиції — $ 28,8 млн Імпорт — $ 1,4 млрд (г.ч. Росія — 24,2 %, Узбекистан — 14,5 %, Казахстан — 8,9 %, Німеччина — 6,2 %, Китай — 5,3 %). Експорт — $ 1,2 млрд (г.ч. Німеччина — 37,0 %, Казахстан — 16,7 %, Росія — 16,4 %, Узбекистан — 7,5 %, Китай — 3,1 %).

## Енергетика
Основне джерело електроенергії — ГЕС. Енергії, яку виробляють в країні досить для задоволення потреб власної важкої промисловості і експортного постачання.

## Міжнародна співпраця
Європейський банк реконструкції та розвитку (EBRD) продовжує грати активну роль в розвитку Киргизстану, фінансуючи понад 15 проектів, зокрема видобутку золота (родов. Кумтор).